# Chicago Theatre
Das Chicago Theatre (früher auch: Balaban and Katz Chicago Theatre, umgangssprachlich The Wonder Theatre of the World) ist ein Theater im Norden der Innenstadt von Chicago im US-Bundesstaat Illinois.
Das Gebäude wurde im Jahr 1921 ursprünglich als Kino errichtet; heute ist es das älteste erhaltene Theater der Stadt und zählt zu den Wahrzeichen Chicagos. Es ist im National Register of Historic Places gelistet.
Es befindet sich auf der Ostseite der State Street zwischen Randolph Street und Lake Street, etwa 150 Meter südlich des Chicago River. An der nordwestlichen Ecke des Blocks umschließt das Chicago Theatre das ebenfalls im NRHP gelistete Page Brothers Building, Chicagos einziges erhaltenes Gebäude mit einer gusseisernen Fassade.

## Geschichte

### Planung und Bau
Die Brüderpaare Abe und Barney Balaban sowie Sam und Morris Katz hatten im Jahr 1916 die Kinokette Balaban & Katz gegründet, die mehrere Kinos im Großraum Chicago sowie in weiteren Städten des Mittleren Westens betrieb.
Im Jahr 1919 beauftragten sie die Architektenbrüder George und Cornelius Rapp, die bereits in den vorangegangenen Jahren Kinos für Balaban und Katz gebaut hatten, mit dem Entwurf eines Kinos an der Kreuzung State Street und Lake Street.:39

### Namensfindung
Im Projektstadium noch unter den Namen The Ambassador und The Capitol angekündigt, wurde im Juni 1921 bekanntgegeben, dass das Kino im Oktober desselben Jahres unter der Bezeichnung Chicago Theatre eröffnet werden sollte.:3
Dies ist insofern bemerkenswert als bereits kurz zuvor nur wenige Straßen weiter südlich an der Kreuzung Wabash Avenue und 8th Street ein (konkurrierendes) Kino unter der Bezeichnung The Chicago eröffnet worden war:39; zudem hatte es bereits zuvor Kinos dieses Namens an verschiedenen Standorten in der Stadt gegeben.
Der englischsprachige Terminus Theatre (bzw. Theater) ist dabei nicht mit dem deutschen Theaterbegriff deckungsgleich – er ist weiter gefasst und schließt sowohl Bühnentheater als auch Lichtspielhäuser ein. Das Chicago Theatre wurde im Laufe seines Bestehens unter demselben Namen sowohl für Bühnen- als auch für Filmvorführungen genutzt.

### Eröffnung
Nach mehreren Verschiebungen erfolgte die Eröffnung schließlich am 26. Oktober 1921:40. Der Bau hatte insgesamt 4 Mio. US-Dollar gekostet.:40 Einen Teil des hierzu erforderlichen Kapitals hatte das Unternehmen durch die öffentliche Emission bankbesicherter Unternehmensanleihen aufgebracht.:51
Zur Eröffnung wurde der Brenon-Stummfilm The Sign on the Door mit Norma Talmadge gezeigt; begleitet von einer Wurlitzer-Kinoorgel („The Mighty Wurlitzer“) und einem fünfzigköpfigen Orchester und ergänzt durch eine Bühnenshow.:40
Neben den der Öffentlichkeit zugänglichen Theaterräumlichkeiten waren im Gebäude auch Balaban & Katz’ Konzernzentrale, sowie weitere, die gesamte Kinokette unterstützende, Abteilungen untergebracht. Mit dem „Little Chicago“ befand sich im obersten Stockwerk zudem ein zweites (wesentlich kleineres) Kino.:50

### Bühnenshows in den 20er- und 30er-Jahren
Das Kino verfügte zum Zeitpunkt der Eröffnung über 3.861 Sitzplätze:40 – diese Größe war auch für damalige Verhältnisse enorm: Weniger als 10 % der Kinos in den Vereinigten Staaten verfügten zu diesem Zeitpunkt über mehr als 1.000; weniger als ein Prozent über mehr als 2.000 Sitzplätze.:46
Mit seiner Größe und seiner aufwändigen und luxuriösen Gestaltung war es neben dem Tivoli Theatre der Prototyp für den als Movie Palace (dt. „Filmpalast“) bezeichneten Kinostil dieses Jahrzehnts und zahlreiche weitere von Rapp & Rapp errichtete Kinos.:36
Die außergewöhnliche Größe und die prunkvolle Gestaltung der Innenräume führten bald zur Bezeichnung des Kinos als „Wonder Theatre of the World“:39
Die Bühne galt mit ca. 53 × 10 m als eine der größten ihrer Zeit, wodurch bereits kurze Zeit nach der Eröffnung das New Yorker Theaterproduktionsunternehmen The Shubert Organization auf das Gebäude aufmerksam wurde. Ab dem Jahr 1922 wurden regelmäßig Vaudeville-Aufführungen veranstaltet.:40,42
Ab 1921 fanden unter der Bezeichnung Syncopation Week regelmäßig Live-Jazzaufführungen im Theater statt – diese waren so populär, dass sie bis in die späten Dreißigerjahre aufrechterhalten wurden und unter anderem Künstlern wie Duke Ellington und Benny Goodman eine Bühne boten:130
In Erwartung der Besuchermassen der Weltausstellung 1933:42 wurde der Innenbereich des Theaters 1932 umfassend neu gestaltet, dabei wichen dunkle Blau-, Rot- und Goldtöne einer helleren Gestaltung in Siena mit silbernen und goldenen Elementen.:140

### Publix, Paramount, ABC und Plitt – Eigentümerwechsel bis in die Siebzigerjahre
In den Folgejahren gab es mehrere Eigentümerwechsel: Im Jahr 1925 fusionierte Balaban & Katz mit Paramount Theatres; das neue Unternehmen hieß zunächst Publix Theatres Corporation:19; ab 1930 Paramount Publix Corporation:165.
Im Jahr 1948 befand der Oberste Gerichtshof der Vereinigten Staaten in der Entscheidung United States v. Paramount Pictures, Inc. nach mehrjährigem Rechtsstreit, dass Paramount (ebenso wie die anderen vier großen Filmstudios der USA – M-G-M, RKO, 20th Century Fox und Warner Bros.) gegen wettbewerbsrechtliche Bestimmungen verstoßen hatte, indem das Unternehmen auch Eigentümer der Kinos war, in denen seine Filme gezeigt wurden. Infolgedessen ordnete das Gericht die Abspaltung des Kinogeschäfts vom Filmproduktionsgeschäft an, welche 1949 die Teilung des Unternehmens zur Folge hatte. Das Kinogeschäft firmierte fortan unter United Paramount Theatres, Inc.:47
Im Jahr 1953 wurde das Theater abermals umfassend renoviert. In diesem Zuge wurden große Teile der schmuckvollen Einrichtung entfernt; die schlichtere Gestaltung sollte modern wirken. Im Foyer wurde eine abgehängte Decke installiert, die das ursprüngliche Tonnengewölbe versteckte. Mit der Renovierung wurden Bühnenshows eingestellt; es folgte eine mehrjährige ausschließliche Nutzung als Kino.:140–141
Mit Bwana, der Teufel zeigte das Chicago Theatre ab dem 23. Januar 1953 den ersten 3D-Film.:141
Im weiteren Verlauf des Jahres 1953 erfolgte die Fusion von United Paramount Theatres mit American Broadcasting Companies, Inc. Die Marke Balaban & Katz, zuvor noch als Tochterunternehmen im ABC-Konzern weitergeführt, verschwand schließlich im Jahr 1970.:4
Im Jahr 1978 verkaufte ABC seine Kinosparte (darunter auch das Chicago Theatre) an Plitt Theatres.:215

### Krise
Mit der zunehmenden Popularität und Verbreitung des Fernsehens in den privaten Haushalten sanken die Zuschauerzahlen in den Siebzigerjahren und immer mehr Kinos wurden geschlossen.
Begleitet wurde dieses Phänomen von sozioökonomischen Veränderungen: Mit dem Wachstum der Vororte entstanden dort vermehrt Shopping-Malls, oft mit integrierten Multiplex-Kinos, während klassische Einkaufs- und Unterhaltungsstraßen wie die State Street mit ihren Movie Palaces (dt. „Filmpalästen“) an Bedeutung verloren.:2
Darüber hinaus veränderte sich ab den Siebzigerjahren auch die Veröffentlichungsstrategie mehrerer Studios: Waren Premieren zuvor in der Regel zunächst den Kinos im Chicago Loop vorbehalten und erst mit einiger zeitlicher Verzögerung in den umliegenden Kinos gezeigt worden, konkurrierte das Chicago nunmehr direkt ab dem ersten Veröffentlichungstag mit anderen Häusern.
Das Chicago Theatre wurde zunehmend weniger profitabel; ab 1979 zeigte es B-Movies.
Unter Bürgermeisterin Jane Byrne veröffentlichte die Stadt im Jahr 1981 eine Richtlinie, die den Erhalt des Theaters empfahl; selbiges sollte der Eckpfeiler einer neuen Theatre Row werden, mit der beabsichtigt wurde, das Nachtleben im Chicago Loop wiederzubeleben.
Denkmalschützer, denen diese Vorschläge nicht weit genug gingen, drängten auf die Einstufung des Gebäudes als städtisches Wahrzeichen, um einen Abriss oder bauliche Veränderungen auszuschließen. Plitt Theatres, seit 1978 Eigentümer des Gebäudes, lehnte diese Einordnung ab und beantragte im Jahr 1982 die Genehmigung für den Abriss, welche jedoch abgelehnt wurde.
Am 28. Januar 1983 wurde dem Chicago Theatre der Status als städtisches Wahrzeichen („Chicago Landmark“) zuerkannt; im Juni 1979 war das Gebäude bereits ins National Register of Historic Places aufgenommen worden.:141
Am 19. September 1985 fand die vorerst letzte Vorstellung im Chicago Theatre statt.:42 Die letzten Filme, die vor der Schließung gezeigt wurden, waren American Fighter und Teenwolf.

### Restaurierung
Kurz nach der Schließung erfolgte die Gründung der Chicago Theatre Restoration Associates, einer von den bisherigen Eigentümern unabhängigen Organisation, die den Erhalt des Gebäudes zum Ziel hatte.:43
Zur übergangsweisen Finanzierung hatte die Stadt zunächst nicht abgerufene Mittel aus ihrem „Community development grant“, einem Stadtentwicklungsfonds, umgewidment. Dieses Vorgehen war nicht unumstritten, da so für Viertel mit geringen und mittleren Durchschnittseinkommen vorgesehene Mittel in ein Projekt im Loop umgeleitet wurden.
Im Mai 1985 gewann die Stadt Fördermittel des Bundes („Urban Development Action Grants“) in Höhe von 2,5 Mio. US-Dollar für den Erwerb des Theaters von Plitt. Weitere 2 Mio. Dollar übernahm die Stadt selbst. Die verbleibenden 9 Mio. Dollar sowie die Kosten der eigentlichen Renovierung sollte Chicago Theatre Restoration Associates tragen; die Finanzierung dieses Anteils erfolgte unter anderem aus einem Hypothekendarlehen des Bundes über 12,5 Mio. Dollar.
Der Übernahme des Gebäudes für insgesamt 13,5 Mio. Dollar war ein mehrjähriger Rechtsstreit mit Plitt Theatres vorangegangen; Plitt hatte wahlweise die Genehmigung zum Abriss oder aber den Verkauf des Gebäudes an die Stadt angestrebt.
Nach der Übernahme des Theaters sowie des angrenzenden Page Brothers Building organisierte Chicago Theatre Restoration Associates eine neunmonatige Restaurierung im Stil der Dreißigerjahre, die insgesamt 3,5 Mio. US-Dollar kostete und schließlich in der Wiedereröffnung im September 1986 resultierte.:141
Im Zuge der Restaurierung wurden die vormals verdeckten Buntglasfenster sowie das Gewölbe im Foyer wieder sichtbar freigelegt; die Wandgemälde und Stuckarbeiten wurden restauriert. Auch die Bestuhlung wurde erneuert, wodurch die Sitzplatzkapazität auf 3.600 Plätze sank.:141
Bei der Gala zur Wiedereröffnung als Bühnentheater trat unter anderem Frank Sinatra auf, der bereits im Jahr 1946 im Chicago performt hatte, als dort noch regelmäßig Bühnenveranstaltungen stattfanden.:141

### Insolvenz und Zwangsversteigerung
Im Jahr 1992 wurde das für den Erwerb und die Renovierung des Gebäudes genutzte Darlehen der Bundes fällig. Chicago Theatre Restoration Associates war nicht in der Lage, dieses zu bedienen, sodass die Stadt einsprang und eine Umschuldung organisierte; die Bedingungen des ursprünglichen Darlehens hätten andernfalls eine Kürzung anderer Fördermittel des Bundes für Chicago zur Folge gehabt. Dadurch wurde die Stadt zum Gläubiger der Chicago Theatre Restoration Associates.
Im Jahr 1994 beantragte Chicago Theatre Restoration Associates die Eröffnung des Insolvenzverfahrens nach Chapter 11. Das Unternehmen war nicht mehr in der Lage, die städtischen Kredite zu bedienen und hatte zudem 3 Mio. Dollar an Steuerschulden angehäuft. Die Gesamthöhe der Schulden betrug zu diesem Zeitpunkt über 21 Mio. Dollar.
Die Sanierungsvereinbarung sah die Übergabe des Theaterbetriebs an eine Stiftung („Civic Preservation Foundation“) vor, während das Unternehmen zunächst Eigentümer des Gebäudes blieb.
Nach dem Auslaufen des insolvenzrechtlichen Schutzes für das Unternehmen beantragte die Stadt im Jahr 2002 schließlich die Zwangsversteigerung des Gebäudes.
Im Jahr 2003 wurde bekannt, dass sich TheatreDreams Chicago LLC aus Washington, D.C. in der Versteigerung durchgesetzt hatte; das Unternehmen übernahm das Theater für 3 Mio. US-Dollar.
Die unterlegenen Bieter waren der in Miami ansässige The Entertainment Group, Inc. sowie die Chicago Theatre Alliance mit Sitz in Chicago, New York und Columbus.
Die Stadt schrieb insgesamt 21 Millionen Dollar, die sie im Laufe der Jahre in das Theater investiert hatte, ab.

### Übernahme durch MSG
Im Jahr 2007 übernahm die (seinerzeit zum MSG-Konzern gehörige und seit 2020 eigenständige) Madison Square Garden Entertainment Corporation das Chicago Theatre vom vorherigen Eigentümer TheatreDreams Chicago LLC. MSG hatte bereits zuvor verschiedene Einrichtungen der Unterhaltungsindustrie in New York City betrieben, darunter die Radio City Music Hall, das Beacon Theatre sowie das Hulu Theater (damals: WaMu Theater) und expandierte damit erstmals in den Chicagoer Markt.

### Chicago Theatre heute
Bis zum Jahr 2007 war das Chicago Theatre der Veranstaltungsort der Eröffnungsgala des jährlich im Oktober stattfindenden Chicago International Film Festivals; seit 2008 findet diese im Millennium Park gelegenen Harris Theater statt.
Heute finden im Chicago in erster Linie Konzertveranstaltungen und Comedyshows statt. Das Gebäude ist zudem, nicht zuletzt wegen seines markanten Äußeren, eine Touristenattraktion; außerhalb der Vorstellungszeiten finden auch Führungen durch das Theater statt.

## Architektur

### Integration in angrenzende Bebauung
Das Gebäude verfügt einen L-förmigen Grundriss und grenzt im Norden an die Lake Street, im Westen an die State Street. Die nordwestliche Ecke des Blocks nimmt das Page Brothers Building ein, das direkt an das Chicago Theatre angrenzt. Das Page Brothers Building ist, ebenso wie das Chicago Theatre selbst, als Chicago Landmark eingestuft; es ist Chicagos einziges erhaltenes Gebäude mit einer gusseisernen Fassade.
Die ursprünglichen Pläne sahen einen größeren Grundriss für das Theater vor, der die Fläche des Page Brothers Buildings mit einschloss. Dadurch sollte ein monumentales Foyer geschaffen werden, welches von beiden Straßen zugänglich sein sollte. Die Umsetzung dieser Planvariante scheiterte jedoch daran, dass es nicht gelang, das Page Brothers Building zu erwerben.
Das leicht zurückgesetzte Staffelgeschoss beinhaltete das „Little Chicago“, ein weiteres (wenngleich deutlich kleineres) Kino, das vor allem für Voraufführungen genutzt wurde.

### Fassade

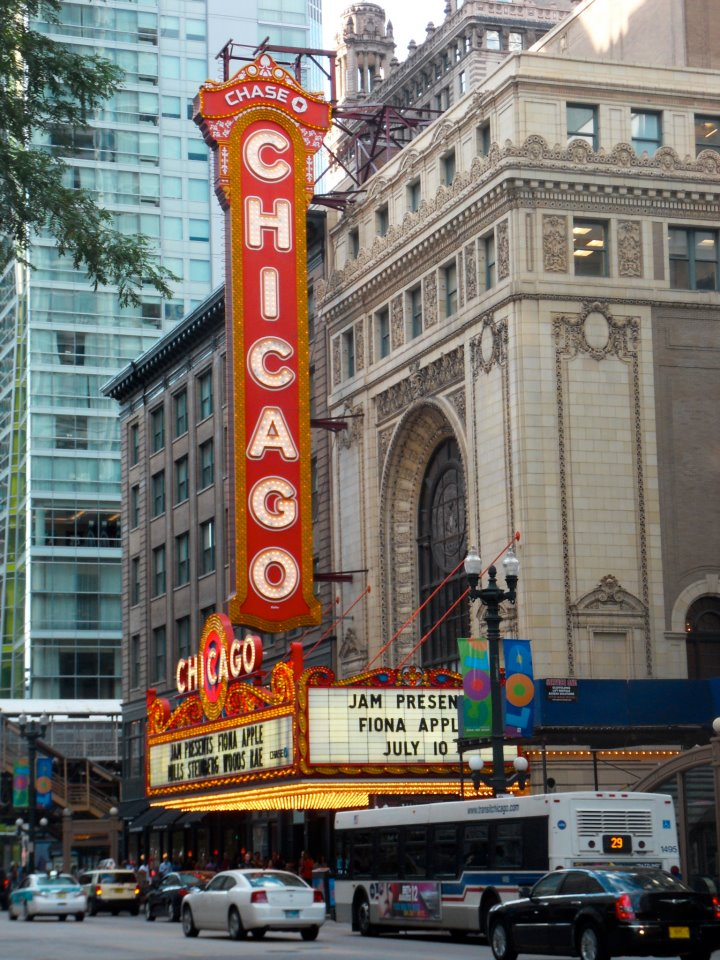
Gebäudefassade; Blick in Richtung Norden. Im unteren linken Bildbereich erkennt man im Hintergrund die Hochbahngleise der L entlang der Lake Street.

Die Westfassade des Gebäudes ist mit elfenbeinfarben glasierten Terrakottaziegeln verkleidet.:130 Die Terrakotta-Verkleidung ist um die Südwestliche Gebäudeecke herumgeführt und einige Meter entlang der Südwand verlängert; die verbleibende Süd- sowie die Nordfassade des Gebäudes sind unverkleidete Backsteinwände.
Die nördliche (zur Lake Street hin gelegene) Außenwand ist doppelschalig ausgeführt und auf diese Weise mit einem Schallschutz versehen – dadurch wird der Eintrag von Störgeräuschen vermindert, die durch die Hochbahnzüge der Chicago L entstehen, deren Gleise über der Lake Street verlaufen.:138–139
Die 60 Fuß (ca. 18 m) breite, zur State Street hin gelegene Westfassade des Gebäudes ist im Stil eines vom Pariser Arc de Triomphe de l’Étoile inspirierten Triumphbogens gestaltet, der sechs Stockwerke überspannt. Nach oben wird der Bogen durch ein aufwändiges Gesims abgeschlossen.
Die Verglasung des Bogenfensters ist aus Tiffany-Buntglas hergestellt; das dargestellte Motiv ist das Wappen von Balaban & Katz – zwei sich gegenüberstehende, aufgebäumte Pferde, die 35-mm-Filmstreifen in ihren Mäulern halten.:130–133

### Beschilderung

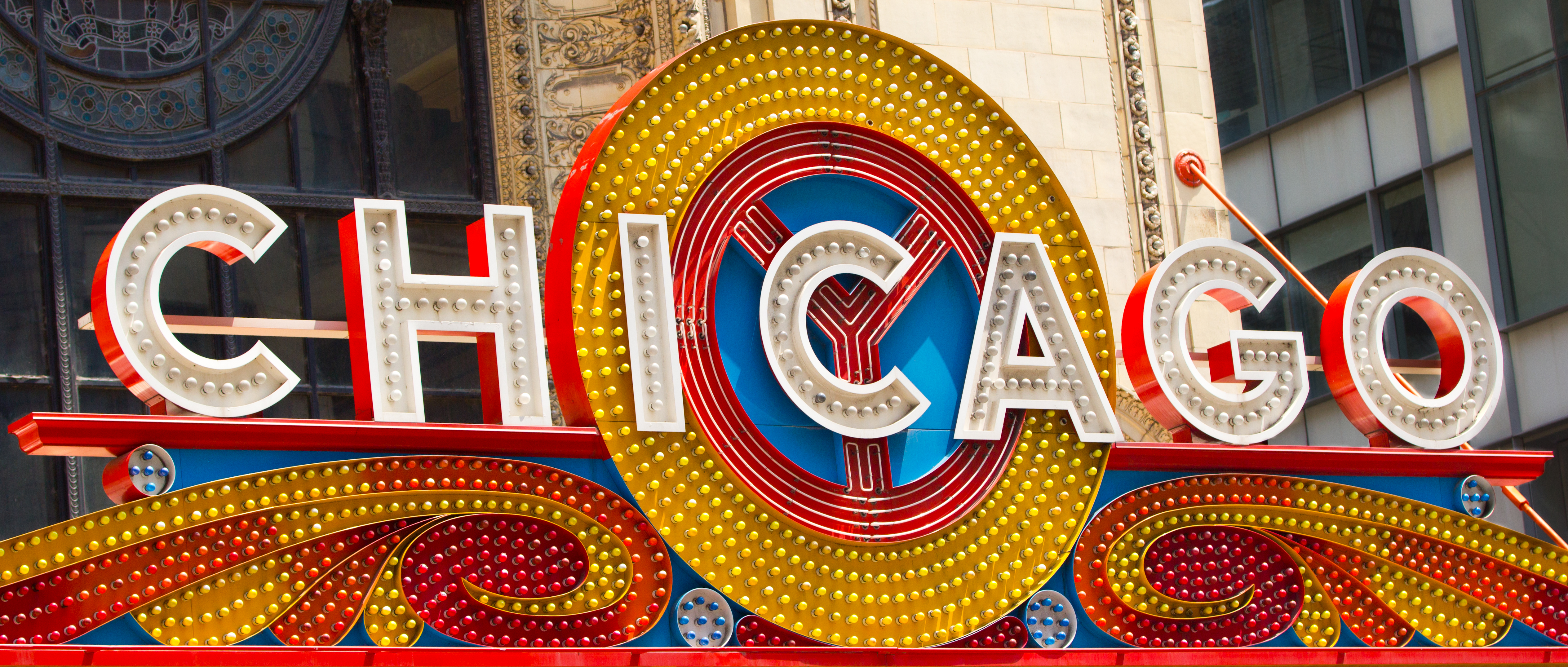
Detailansicht des „Chicago“-Schriftzugs am Vordach über dem Haupteingang; in der Wortmitte ist im Hintergrund das Municipal Device erkennbar.

Das heute über dem Haupteingang angebrachte, prunkvoll gestaltete Vordach mit der integrierten Anzeigetafel aktueller Veranstaltungen, ist nicht original. Zum Zeitpunkt der Eröffnung war das Gebäude mit einem wesentlich schlichteren Vordach ausgestattet; auch das vertikale Schild mit dem ikonischen Chicago-Schriftzug existierte seinerzeit noch nicht.:130
Das ursprüngliche Vordach wurde 1926 durch ein opulenteres ersetzt, das im gleichen Stil wie das heutige gestaltet war, d. h. mit zahlreichen Verzierungen sowie dem prominent platzierten Schriftzug Chicago und dem Municipal Device (kreisförmiges Logo, aus dessen Zentrum drei gerade Linien entspringen, die den Chicago River einschließlich seines Nord- und Südarms symbolisieren sollen).:133,139
Im Jahr 1994 wurde es abgebaut und durch eine technisch modernisierte, optisch jedoch im Wesentlichen unveränderte Version ersetzt; das demontierte Vordach wurde schließlich im Jahr 2004 an die Smithsonian Institution gespendet.

### Innengestaltung
Die ursprüngliche Gestaltung der Innenräume war von der französischen Architektur verschiedener Epochen inspiriert: Das mit Blattgoldelementen gestaltete und mit Kristallleuchtern versehene Foyer ist eine Referenz auf das Versailler Schloss; die Haupttreppe, über welche die Empore aus dem Foyer erreicht werden kann, ist in Anlehnung an jene des Pariser Opernhauses gestaltet.:135
Der Künstler Louis Grell schuf 15 Deckengemälde für den Zuschauerraum sowie weitere 15 Wandgemälde für das Foyer des Chicago Theatres. Die zum Zeitpunkt der Eröffnung vorhandenen Gemälde, die Szenen französischer Märchen darstellten, wurden im Rahmen der Renovierung des Theaters für die Weltausstellung 1933 vom selben Künstler durch Motive aus der griechischen und römischen Antike ersetzt.

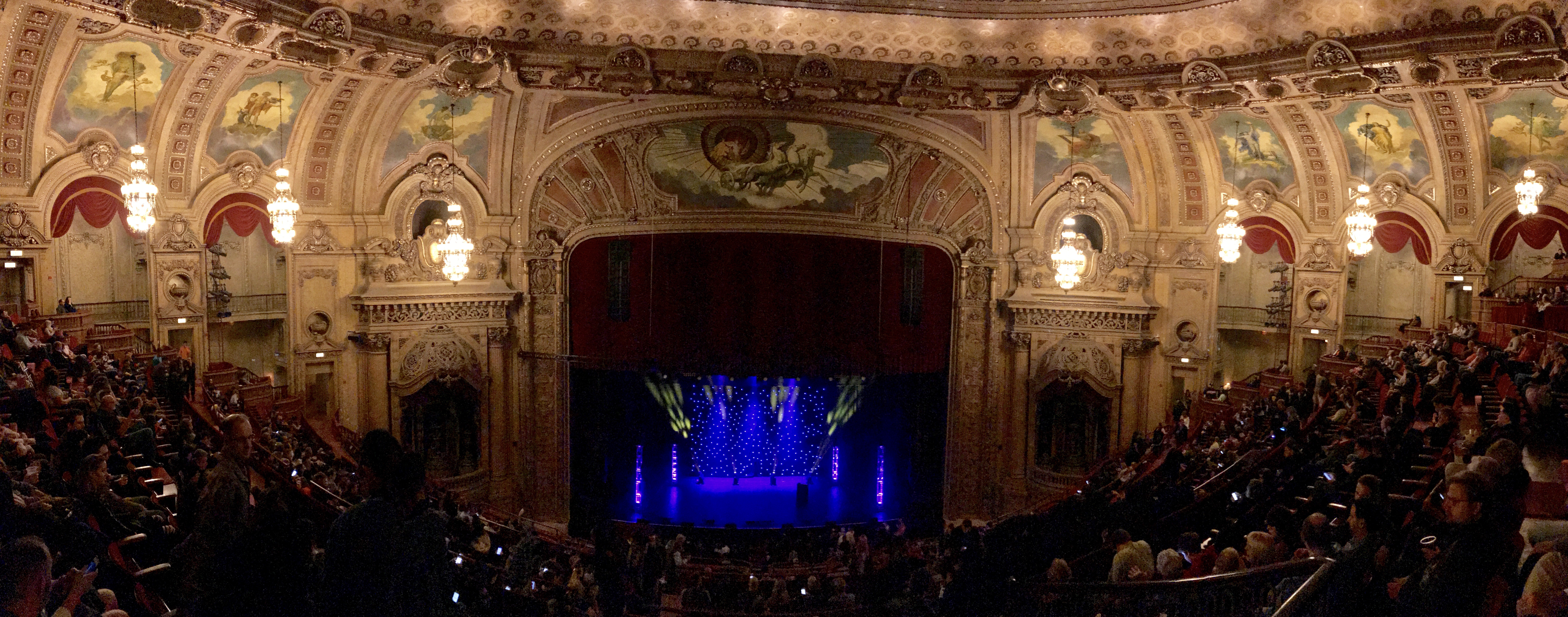
Zuschauerraum; Blick von der Empore in Richtung Bühne; im oberen Bereich des Bildes sind einige der Deckengemälde des Künstlers Louis Grell zu erkennen.

Der Zuschauerraum ist in drei Ebenen unterteilt: Parkett, Mezzanin (ca. 400 Zuschauer) und Empore (ca. 1500 Zuschauer). Das Parkett läuft nach vorne bogenförmig zu; ein invers ausgerichteter Bogen wird in der Form der Empore wiederaufgegriffen. Ungewöhnlich sind die Dimensionen des Zuschauerraums: mit 164 Fuß × 106 Fuß (ca. 50 m × 32 m) ist er wesentlich breiter als lang.:134–135
Die Empore ruht auf Kragträgern, sodass vom Parkett aus die Sicht auf die Bühne nicht durch Pfeiler eingeschränkt wird.
Ursprünglich an beiden Längsseiten vorhandene Logenplätze wurden bereits zu Beginn der Zwanzigerjahre zu Gunsten einer Vergrößerung des Parketts entfernt.
Die Decke ist mit einer 110 Fuß (etwa 33,5 m) hohen Kuppel versehen.:137